# 愛的創可貼
《愛的創可貼》（英語：Our Love），2013年偶像劇。由上海剧酷传播製作。由張睿家、陳彥妃、魏千翔、曾之喬、楊蓉、鄒廷威主演。2012年8月25日開鏡。2013年4月10日於江蘇衛視播出。

## 播出時間
以下時間以當地時間（UTC+8）為準

### 首播
| 片名       | 頻道       | 所在地   | 播放日期及時間 |
| ---------- | ---------- | -------- | -------------- |
| 愛的創可貼 | 江蘇衛視   | 中国大陆 | 2013年4月10日  |
| 愛的創可貼 | 中國教育-1 | 中国大陆 | 2013年4月14日  |

## 劇情
鐘可可(陳彥妃 飾)對廣告業的熱愛來到城市發展，在一次街頭她救出身陷困境的唐少磊(張睿家飾)。雖然她不滿他追求物質生活，可還是愛上他，少磊對可可也產生依賴。鐘家生意變故後，鐘氏兄妹才得知唐少磊是財團總裁，而唐少茵(曾之喬 飾)是少磊離家出走多年的妹妹。
兩對戀人受到了唐家父母反對，少磊的未婚妻徐穎(楊蓉 飾)不擇手段要破壞少磊和可可的感情…

## 演員陣容

### 主要演員
| 演員   | 角色          | 介紹                                                                       |
| 張睿家 | 唐少磊.曹三石 | 鼎亨財團總裁，在觀浪漁村時不能洩漏自己本名，故自稱「曹三石」。             |
| 陳彥妃 | 鐘可可        | 鐘一凡妹妹，DH度假村創意專案策劃小組成員，後為分享廣告公司創意部執行總監。 |
| 魏千翔 | 鐘一凡        | 鐘可可哥哥，浦東嘉里中心的保安人員，喜欢唐少茵。                           |
| 曾之喬 | 唐少茵        | 唐少磊妹妹、李冬冬之母。                                                   |

### 其他演員
| 演員   | 角色   | 介紹                                                 |
| 楊蓉   | 徐穎   | 泰乙集團千金兼董事，對唐少磊一見鍾情，為愛不擇手段。 |
| 鄒廷威 | 楊明   | 喜歡徐穎，後愛上可可，為一名記者。                   |
| 袁成杰 | 李皓   | 唐少茵舊情人，冬冬爸爸。舞台劇的藝術總監。           |
| 鄭子涵 | 李冬冬 | 唐少茵兒子，5歲。                                    |
| 楊凱琳 | 梁若婕 | 唐少磊的初戀情人，後為著名旅美小提琴家。             |

### 客串演出
| 演員   | 角色       | 介紹                                                                                   |
| 吳任遠 | 徐鴻泰     | 泰乙集團董事長。                                                                       |
| LOLLY  | 三石       | 可可家的狗。                                                                           |
| 榮蓉   | 曹逸卿     | 鼎亨財團董事長，唐少磊的媽媽。                                                         |
| 章申   | 唐百柏     | 鼎亨財團前董事長，唐少磊的爸爸，對古幼慈一見鍾情。                                     |
| 劉潔   | 古幼慈     | 鐘一凡和鐘可可的媽媽。                                                                 |
| 聞傑   | 鐘天佑     | 鐘一凡和鐘可可的爸爸，觀浪漁村的老闆。                                                 |
| 李帥   | 馮世良     | 唐少磊的表哥兼特助。                                                                   |
| 高婷婷 | 文綉       | 鐘可可的同事，DH度假村創意專案策劃小組成員。對鐘一凡一見鍾情。                         |
| 張志遠 | 陸濤       | 一名記者，跟徐穎達成協議去觀浪漁村免費體驗時在食物裡下毒，而徐穎幫忙照顧他住院的母親。 |
| 宋曉麗 | 王沁兒     | 舞台劇第一女主角。                                                                     |
| 李新龍 | 管家       |                                                                                        |
| 岳超   | 陳經理     | 鐘可可的經理。                                                                         |
| 臧洪娜 | 露露       | 可可的好朋友，喜歡鐘一凡，幫忙鐘一凡和鐘可可拿到DH游艇俱樂部開幕酒會邀請函。           |
| 張翔   | 阿翔       | 鐘可可的同事，DH度假村創意專案策劃小組成員。                                           |
| 蔡昌健 | 小壯       | 鐘可可的同事，DH度假村創意專案策劃小組成員。                                           |
| 王榮傑 | Peter      | 鐘可可的同事，DH度假村創意專案策劃小組成員。                                           |
| 孫大威 | 阿旭伯     |                                                                                        |
| 陸凱   | 綁匪甲     | 綁架鐘可可和梁若婕，砍傷梁若婕的左手。                                                 |
| 孫超   | 綁匪乙     | 綁架鐘可可和梁若婕。                                                                   |
| 徐超   | 摩托車技師 | 幫鐘可可修理好小紅。                                                                   |
| 譚雯雯 | 記者甲     |                                                                                        |
| 蕾蕾   | 記者乙     |                                                                                        |
| 楚楚   | 記者丙     |                                                                                        |

## 主題曲
| 曲別   | 歌名                 | 演唱者            | 作詞 | 作曲 |
| 片頭曲 | 創可貼               | 陳彥妃            |      |      |
| 片尾曲 | 這歌聲               | 張愷彤            |      |      |
| 插曲   | Forget About Romance | 周晉進(男聲版)    |      |      |
| 插曲   | Forget About Romance | Melodia.K(女聲版) |      |      |
| 插曲   | Canon                | Melodia.K         |      |      |
| 插曲   | 寂寞影院             | Melodia.K         |      |      |
| 插曲   | 戀愛衝浪板           | 勵敏、周晉進      |      |      |
| 插曲   | 回心轉意             | 周晉進            |      |      |

## 製作團隊
- 製作人：蘇降雨
- 編　劇：梁馨月、羅若沂
- 導　演：劉俊傑
- 製作公司：上海劇酷文化傳播有限公司
- 贊助單位：

## 收視率
由CSM45数据参考而来，收视率包括全天收视指数和市场（收视）份额参数
| 平台     | 平均收视率 | 平均收视份额 | 全年排名 |
| 江苏卫视 | 1.204      | 3.19         | 22       |

## 新聞
- 纯爱剧《爱的创可贴》吻戏遭删 主演：刀下留情 （页面存档备份，存于）
- 《愛的創可貼》四月江蘇獨播 白色情人節曝光「治愈版」MV
- "愛的創可貼"向狗血劇情說不 網友稱讚清新偶像劇 （页面存档备份，存于）

## 外部連結
- 《爱的创可贴》新浪网专题 （页面存档备份，存于）
- 《愛的創可貼》官方微博
- 《爱的创可贴》观剧报告 网易娱乐 （页面存档备份，存于）

## 作品的變遷
| 中国大陆江蘇衛視                   | 中国大陆江蘇衛視                     | 中国大陆江蘇衛視 |
| ---------------------------------- | ------------------------------------ | ---------------- |
|                                    | 愛的創可貼 (2013.04.10 - 2013.04.24) |                  |
| 恋了爱了 (2013.03.29 - 2013.04.09) | 盛夏晚晴天 (2013.04.25 - 2013.05.13) |                  |